# 女優 (岩崎宏美の曲)
「女優」（じょゆう）は、1980年4月5日にリリースされた岩崎宏美の20枚目のシングル。

## 概要
岩崎のシングル曲として、初めて作詞家になかにし礼が任務。なお1980年2月21日、宏美の実妹・岩崎良美が「赤と黒」で歌手デビューを果たしており、その作詞担当者もなかにしだった。
1980年8月発売のロサンゼルス録音アルバム『WISH』にはトラック、ボーカルとも別テイクで収録された。
1999年発売のセルフカバー・アルバム『Never Again 〜許さない』にニューバージョン(川口真:編曲)を収録。そのため、この曲はスタジオ録音版で3バージョン存在することになる。現在のライブでも時折り取り上げられる。
本曲がリリースされた前後に放映され、岩崎本人も出演していた富士重工業（現・SUBARU）『スバル・レオーネ オートマチック』CMソングとして使われた。
マツコ・デラックスは本曲をお気に入りの1曲として挙げており、その縁もありマツコが出演した『行列のできる法律相談所』に岩崎がゲスト出演し、本曲を披露した。

## 収録曲
- 両楽曲共に、作曲：筒美京平

1. 女優（4分20秒）
作詞：なかにし礼／編曲：筒美京平
2. レンガ通りの恋人達（4分11秒）
作詞：伊達歩／編曲：後藤次利